# Antho (Antho) dichotoma
Antho (Antho) dichotoma is een sponssoort uit de klasse van de gewone sponzen (Demospongiae). Het lichaam van de spons bestaat uit kiezelnaalden en sponginevezels, en is in staat om veel water op te nemen. 
De wetenschappelijke naam werd gepubliceerd in 1767 door Linnaeus.